# Вокзал Жепина
Жепин — железнодорожная станция города Жепин, который находится в Польше. К станции относятся 5 платформ, 4 из которых эксплуатируются.

## История
Железнодорожный вокзал польского города Жепин начал функционировать в 19 веке, в 1870 году. С появлением железной дороги город превратился в промышленный центр, население быстро росло и удвоилось всего за несколько лет. Помимо традиционных кожевенных заводов, обувных фабрик, паровых мельниц и картофельных полей образовалось производство крахмала.

## Галерея

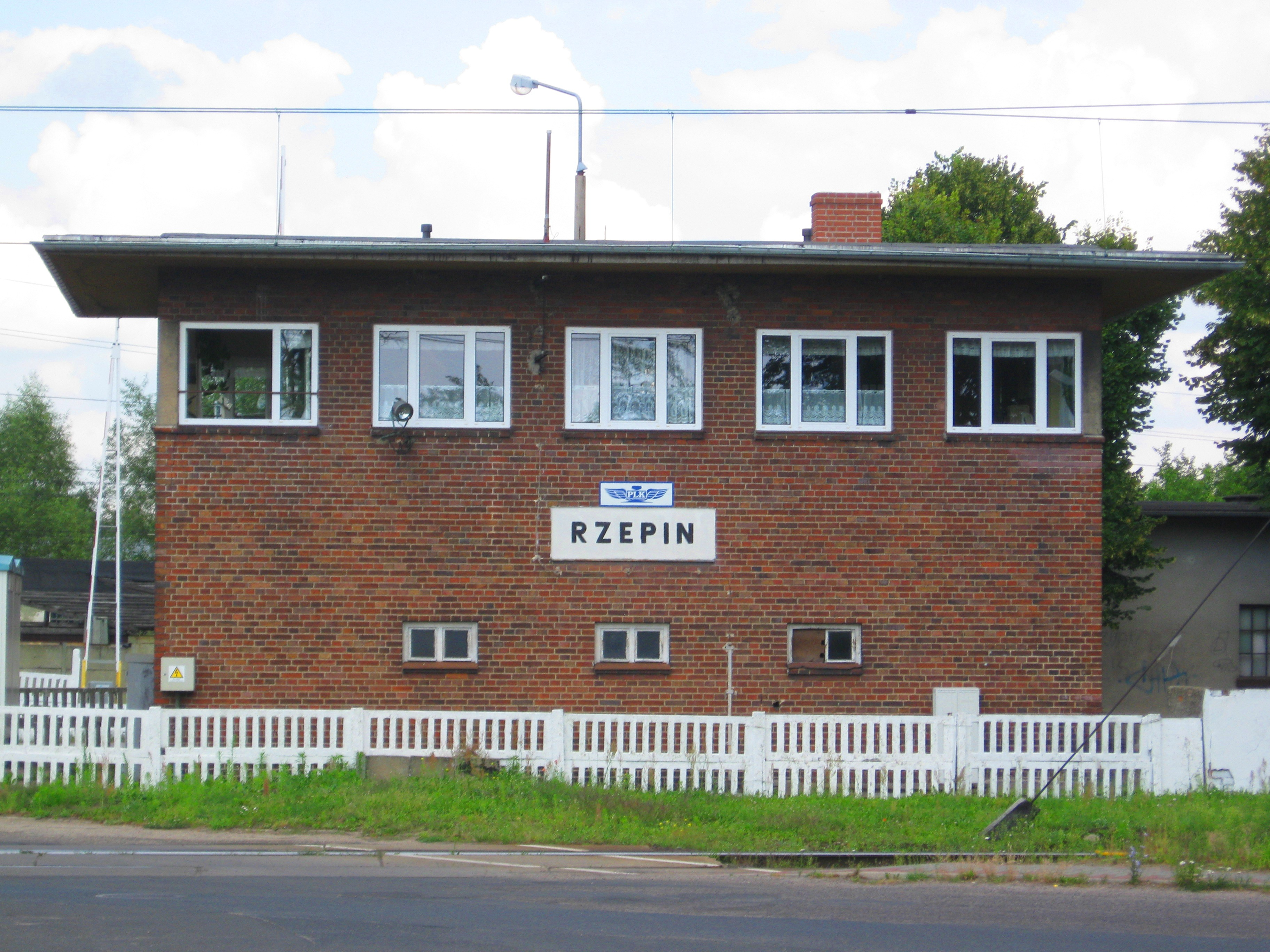
Диспетчерская служба вокзала
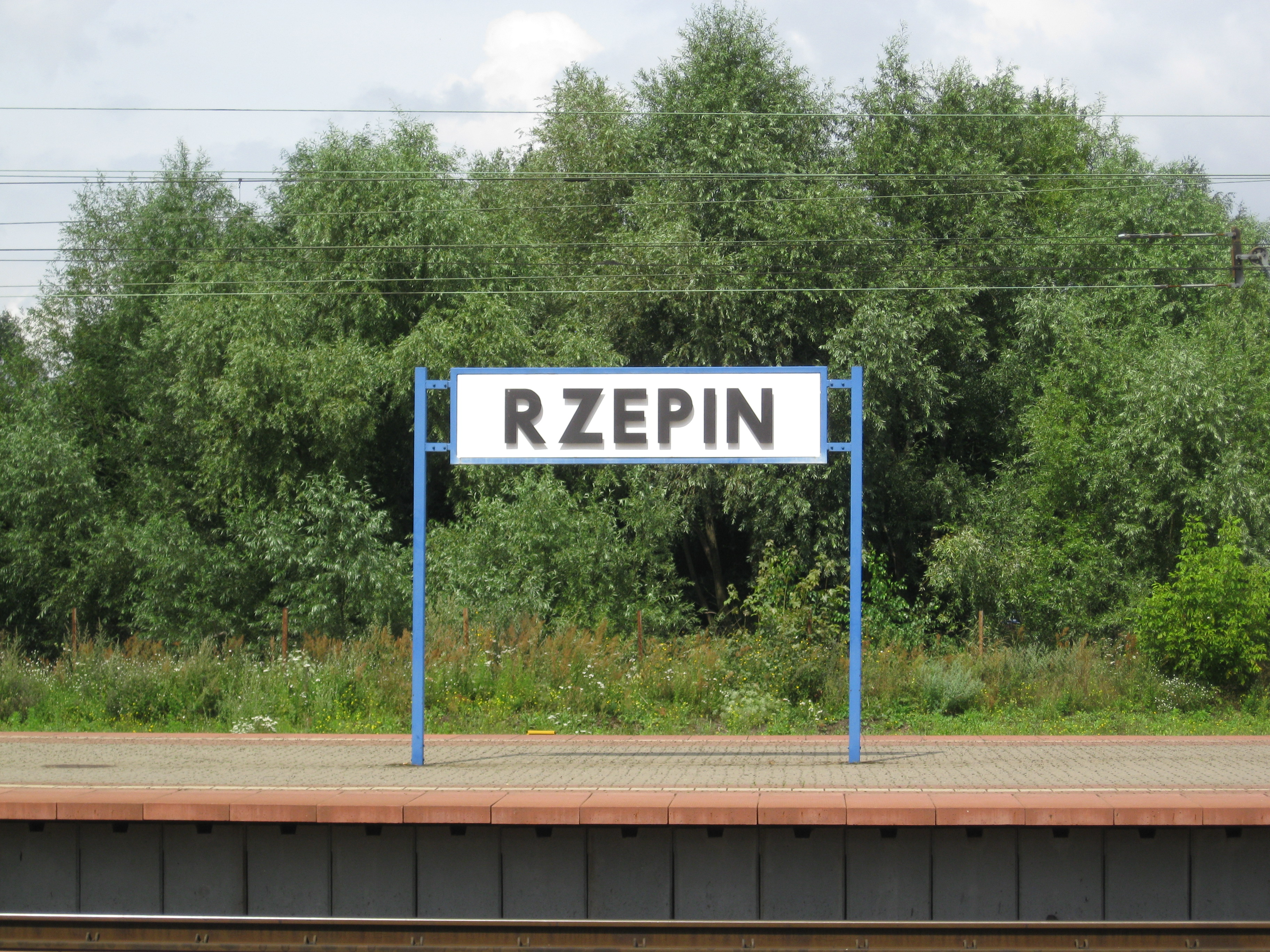
Вывеска
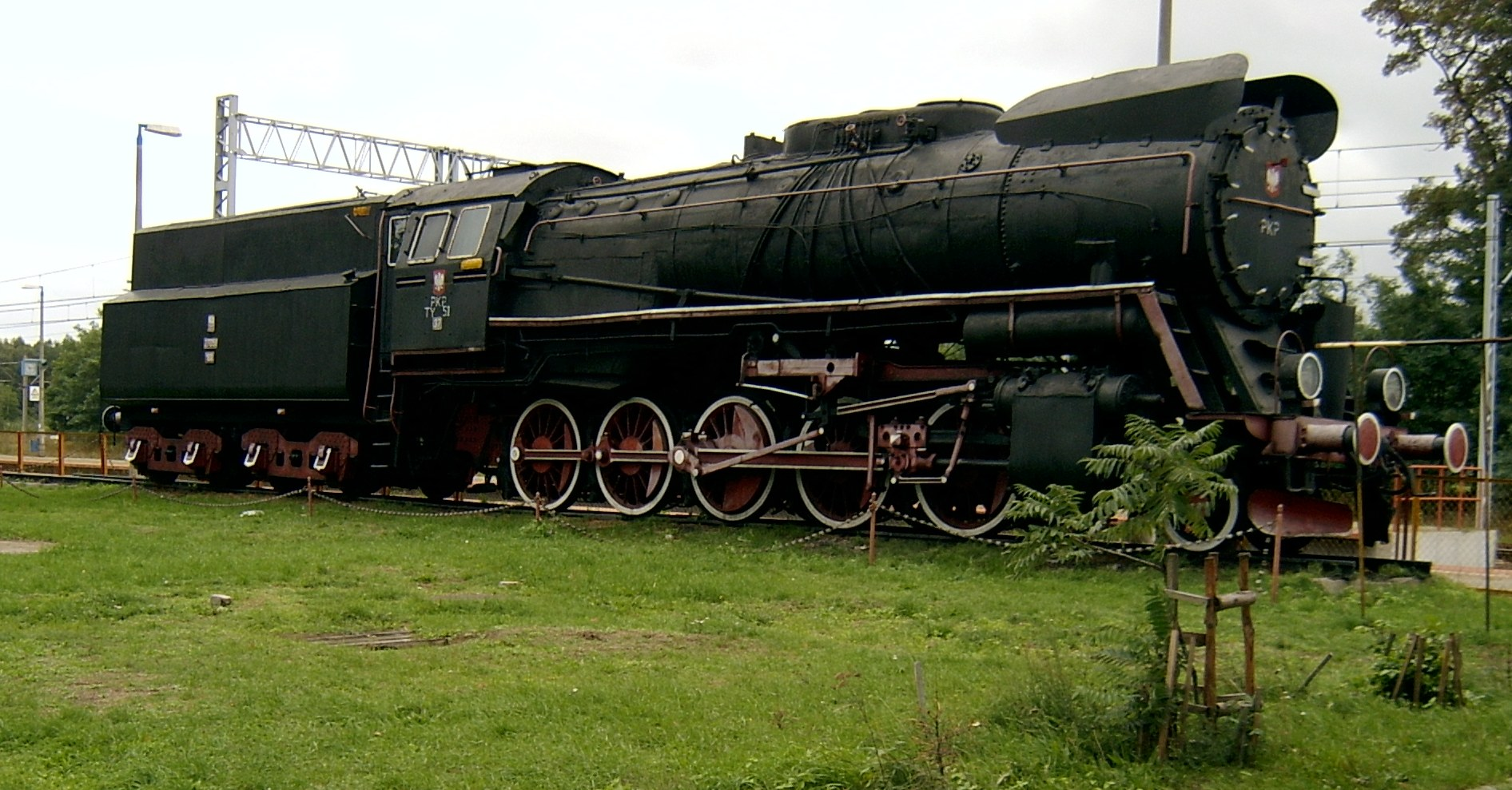
Паровоз Ty51